# Xylomya moiwana
Xylomya moiwana är en tvåvingeart som först beskrevs av Matsumura 1915.  Xylomya moiwana ingår i släktet Xylomya och familjen lövträdsflugor. Inga underarter finns listade i Catalogue of Life.